# Alzou (Ouisse)
L'Alzou è un fiume francese che nasce dal Massiccio centrale nel dipartimento del Lot nella Occitania; è un affluente dell'Ouysse, quindi un subaffluente della Dordogna.

## Geografia
Lungo 31,4 chilometri, l'Alzou nasce nella Limargue e confluisce nell'Ouysse a valle delle sue risorgive, ma scompare sotto terra in numerosi tratti fra Gramat e Rocamadour.
Nasce nel territorio del comune di Mayrinhac-Lentour, a 335 metri di altitudine, presso le località dette: Bonnefont, la Coste, les Baudines.
Il suo corso è in genere orientato da est verso ovest.
Fino all'abbassamento del letto dei fiumi della fine del Cenozoico, l'Alzou era un affluente alla riva destra dell'Ouysse, nel territorio dell'attuale comune di Gramat. A questo punto l'Alzou cambia decisamente direzione (90°: Sudovest poi Nordovest), quando raggiunge l'antica, grande valle fossile, dell'Ouysse.
La sua attuale confluenza con l'Ouysse avviene tra i comuni di Rocamadour e Calès, all'altitudine di 111 metri, proprio sotto i due sbarramenti e mulini della Peyre e Caoulet.

### Comuni e cantoni attraversati
Nel solo dipartimento del Lot, l'Alzou attraversa i sei comuni seguenti, nei tre cantoni, in senso da monte verso valle, di: Mayrinhac-Lentour, Lavergne, Gramat, Couzou, Rocamadour, Calès (confluenza).
In termini di cantoni, l'Alzou nasce nel cantone di Saint-Céré, attraversa il cantone di Gramat e confluisce nel cantone di Payrac, il tutto nei due arrondissement di Figeac e di Gourdon.

### Bacino idrografico
L'Alzou attraversa quattro zone idrografiche per 264 km2 di superficie. Questo bacino, non contenente la sorgente secondo il SANDRE, è costituito per il 51,33% di foreste e ambienti seminaturali, per il 47,55% di territori agricoli, per lo 0,85% di territori artificializzati.

## Affluenti
(rd per "riva destra" e rs per "riva sinistra")
L'Ouysse ha nove affluenti ufficiali:
- il torrente di Merdaly 3 km, sul solo comune di Mayrinhac-Lentour e che ha la sua sorgente presso il castello di Lentour - privato - datato dal XIV secolo[4].
- il Béal de Lavayssière (rd)  2,4 km sul solo comune di Lavergne e confluente presso i mulini di Balan e di Méjat.
- Il torrente di Thégra (rd)  5,5 km sui due comuni di Lavergne e Thégra.
- Il torrente di Bio (rs)  6 km, sui quattro comuni di Bio, Gramat, Lavergne e Saignes con un affluente:
  - il torrente di Saignes (rs) 2 km sui tre comuni di Albiac, Bio, e Saignes.
- il torrente di Trigoussou (rd)  3.3 km sui due comuni di Gramat e Lavergne che confluisce di fronte all'ippodromo del Tumulus.
- Il torrente di Bourines (rd)  5.4 km sui due comuni di Gramat e Thégra.

### Numero di Strahler
Il numero di Strahler è dunque di tre.

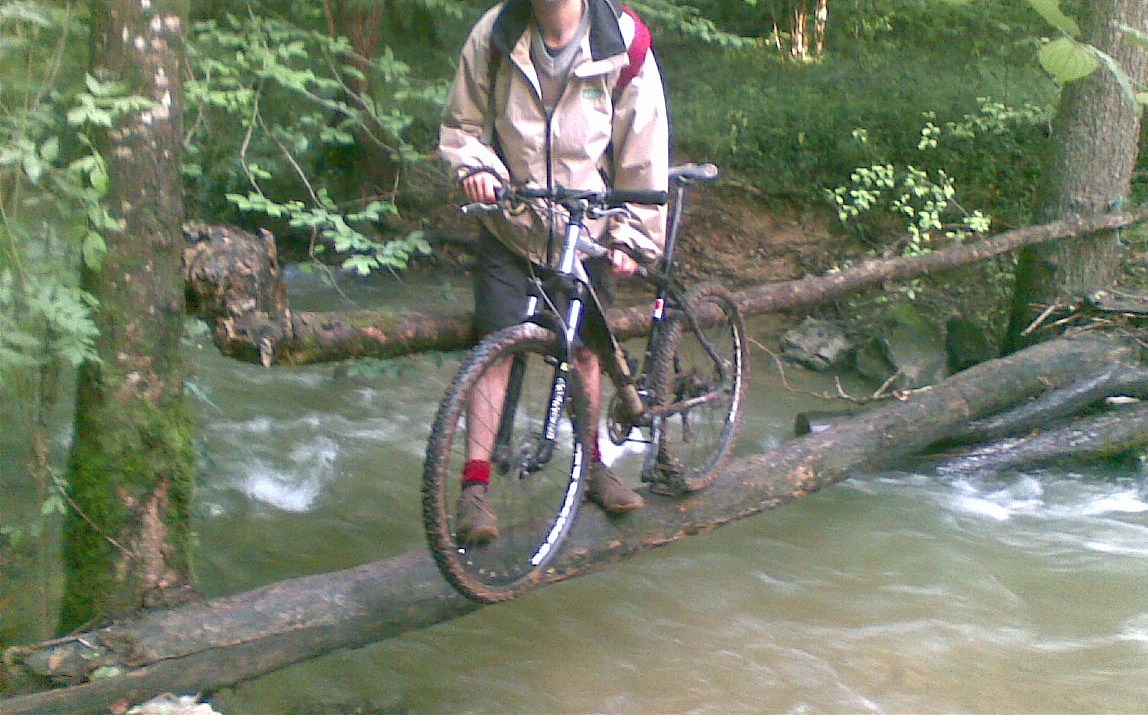
Passerella sull'Alzou in piena.